# François Meurillon
Pour les articles homonymes, voir Meurillon.
François Meurillon, né le 10 février 1975 à Dunkerque, est un rameur d'aviron français.
Il est médaillé d'argent en quatre sans barreur aux Championnats du monde d'aviron 1998.